# 2012年ロンドンオリンピックのマダガスカル選手団
2012年ロンドンオリンピックのマダガスカル選手団（2012ねんロンドンオリンピックのマダガスカルせんしゅだん）は、2012年7月27日から8月12日までイギリスのロンドンで開催されたロンドンオリンピックマダガスカル選手団の名簿。

## 選手団
- 人員: 選手 7人
- 開会式旗手: Fetra Ratsimiziva

## 種目別選手・スタッフ名簿及び成績

### 陸上競技
- Kamé Ali（男子110m障害）失格 予選敗退
- エリアン・サホリニリナ（女子1500m）4分19秒46 予選敗退

### 柔道
- Fetra Ratsimiziva（男子81kg級）第2回戦敗退

### 競泳
- Tsilavina Ramanantsoa（男子200m平泳ぎ）失格 予選敗退
- Aina Fils Rabetsara（女子100m自由形）1分2秒39 予選敗退

### ウエイトリフティング
- Harinelina N Rakotondramanana（女子48kg級）12位

### レスリング
- ジョシアネ・ソロニアイナ（女子フリースタイル72kg級）第2回戦敗退